# ماركو كورث
ماركو كورث (بالألمانية: Marco Kurth)‏ (18 أغسطس 1978 بأيسليبن في ألمانيا - ) هو لاعب كرة قدم ألماني في مركز الوسط. لعب مع إرتسغيبيرغه آوه وإنيرجي كوتبوس ولوكوموتيف لايبزيغ ونادي ماغديبورغ وVfB Leipzig ‏.

## وصلات خارجية
- ماركو كورث على موقع قاعدة بيانات كرة القدم.إي يو (الإنجليزية)
- ماركو كورث على موقع بيانات كرة القدم. دي إي (الألمانية)
- ماركو كورث على موقع Soccerway.com (الإنجليزية)
- ماركو كورث على موقع عالم كرة القدم.نت (الإنجليزية)